# Pazayac
Pazayac é uma comuna francesa na região administrativa da Nova Aquitânia, no departamento Dordonha. Estende-se por uma área de 6,81 km². Em 2010 a comuna tinha 904 habitantes (densidade: 132,7 hab./km²).